# Azul (canción de Cristian Castro)
«Azul» es una canción  interpretada por el cantautor mexicano Cristian Castro, perteneciente al séptimo álbum de estudio Azul (2001), publicado como  sencillo principal del mencionado álbum bajo el sello discográfico BMG U.S. Latin el 16 de abril de 2001. También llegó al primer puesto en las listas Billboard Hot Latin Tracks, Billboard Latin Pop Airplay y Billboard Latin Tropical Salsa/Airplay. Su vídeoclip fue dirigido por Pedro Torres y rodado en South Beach, Florida en abril de 2001 junto a dos modelos internacionales de gran categoría y algunos amigos de Cristian. La canción fue producida por Kike Santander. Los autores del tema son: Kike Santander y Gustavo Santander. En los premios Billboard de la música latina del año 2002, la canción fue nominada para al Latin Pop Airplay del Año, el cual fue concedido a Juan Gabriel por «Abrázame muy fuerte».
En esta canción la palabra Azul se nombra 59 veces.

## Video musical
El video musical, dirigido por Pedro Torres, fue filmado en la primavera de 2001 en South Beach, Florida. El video musical se estrenó en Primer Impacto el 6 de junio y se emitió en MTV el 7 de junio, y protagonizó dos modelos y algunos amigos de Castro. El video musical fue incluido en Nunca Voy a Olvidarte... Los Éxitos en DVD.

## Impacto en la cultura popular

### Telenovelas
Formó parte de la banda sonora de la telenovela chilena Amores de Mercado de Televisión Nacional de Chile, durante su desarrollo el 2001 solo del Volumen 1.

## Lista de canciones
Sencillo
1. «Personal Greeting»
2. «Azul» (Versión del álbum) - 4:21
3. «Salva pantallas»

Remixes
1. «Azul» (Versión del álbum) - 4:21
2. «Azul» (Dance Remix) - 4:32
3. «Azul» (Versión Merengue) - 4:14
4. «Azul» (Versión Merengue con intro de guitarra) - 4:21

## Créditos y personal
- Arreglos: Andrés Múnera y Fernando "Toby" Tobón
- Batería: Lee Levin
- Bajo y Guitarra eléctrica: Fernando "Toby" Tobón
- Teclados y programación: Andrés Munera
- Coros: Claudia García, Vicky Echeverry y Ximena Muñóz

## Posicionamiento
| Lista (2001)                                | Mejor posición |
| ------------------------------------------- | -------------- |
| U.S. Bubbling Under Hot 100                 | 5              |
| U.S. Billboard Hot Latin Tracks             | 1              |
| U.S. Billboard Latin Pop Airplay            | 1              |
| U.S. Billboard Latin Tropical/Salsa Airplay | 1              |

### Sucesiones y posicionamiento
| Predecesor: «La bomba» de Azul Azul | U.S. Billboard Hot Latin Tracks — Sencillo N°. 1 30 de junio de 2001 - 31 de agosto de 2001 | Sucesor: «Cómo se cura una herida» de Jaci Velásquez |

| Predecesor: «Abrázame muy fuerte» de Juan Gabriel       | U.S. Billboard Latin Pop Airplay — Sencillo N°. 1 (Primera vuelta) 16 de junio de 2001 - 22 de junio de 2001           | Sucesor: «Abrázame muy fuerte» de Juan Gabriel       |
| Predecesor: «Abrázame muy fuerte» de Juan Gabriel       | U.S. Billboard Latin Pop Airplay — Sencillo N°. 1 (Segunda vuelta) 30 de junio de 2001 - 7 de septiembre de 2001       | Sucesor: «Cómo se cura una herida» de Jaci Velásquez |
| Predecesor: «Cómo se cura una herida» de Jaci Velásquez | U.S. Billboard Latin Pop Airplay — Sencillo N°. 1 (Tercera vuelta) 22 de septiembre de 2001 - 28 de septiembre de 2001 | Sucesor: «Suerte» de Shakira                         |

| Predecesor: «La bomba» de Azul Azul                            | U.S. Billboard Latin Tropical Airplay — Sencillo N°. 1 (Primera vuelta) 7 de julio de 2001 - 27 de julio de 2001   | Sucesor: «Cómo se lo explico al corazón» de Víctor Manuelle |
| Predecesor: «Cómo se lo explico al corazón» de Víctor Manuelle | U.S. Billboard Latin Tropical Airplay — Sencillo N°. 1 (Segunda vuelta) 4 de agosto de 2001 - 10 de agosto de 2001 | Sucesor: «Cómo olvidar (Versión merengue)» de Olga Tañón    |